# Lady Marmalade
Lady Marmalade is een nummer uit 1974 geschreven door Bob Crewe en Kenny Nolan. Het nummer staat bekend om de sensuele zin "Voulez-vous coucher avec moi? (ce soir)" (vertaald: wil je vanavond met me naar bed?). De originele versie is van de groep "Eleventh Hour", maar  het vocale trio Labelle scoorde er een grote hit mee. Het nummer haalde in Canada, Nederland en de Verenigde Staten de eerste plaats.

## Hitnoteringen

### Nederlandse Top 40
| Positie: | 18 | 7 | 2 | 1 | 1 | 1 | 1 | 6 | 12 | 27 | uit |

### NederlandseSingle Top 100
| Positie: | 30 | 16 | 5 | 2 | 2 | 2 | 4 | 6 | 8 | 14 | 30 | uit |

### VlaamseUltratop 50
| Positie: | 26 | 21 | 15 | 11 | 5 | 3 | 2 | 4 | 9 | 17 | 22 | 27 | uit |

### NPO Radio 2 Top 2000
| Nummer met noteringen in de NPO Radio 2 Top 2000 | '99  | '00  | '01  | '02  | '03  |
| ------------------------------------------------ | ---- | ---- | ---- | ---- | ---- |
| Lady Marmalade                                   | 1362 | 1676 | 1232 | 1488 | 1568 |

1. ↑  Een vetgedrukt getal geeft de hoogste notering aan.
2. ↑  Deze tabel is bijgewerkt tot en met de laatste editie (2024).

## Bezetting[1]
- Patti LaBelle, Nona Hendryx & Sarah Dash - hoofd- en achtergrondzang
- Allen Toussaint - keyboards, slaginstrumenten, akkoorden
- Art Neville - orgel
- George Porter, Jr. - basgitaar
- Leo Nocentelli, Rev. Edward Levone Batts - gitaar
- Herman Ernest - drums
- James "Budd" Ellison - piano
- Earl Turbinton - altsaxofoon
- Alvin Thomas - tenorsaxofoon
- Clyde Kerr, Jr. - trompet
- Lester Caliste - trombone
- Carl Blouin - baritonsaxofoon
- Clarence Ford - altsaxofoon

## Sabrina Salerno
In 1987 bracht de Italiaanse Sabrina Salerno haar eigen versie van het nummer "Lady Marmalade" uit, als de tweede single van het album "Sabrina". Het nummer haalde de 40ste plaats in de Nederlandse Top 40.

## Moulin Rouge!-versie
In 2001 kwam er een coverversie van 'Lady Marmalade', gezongen door de Amerikaanse zangeressen Christina Aguilera, Lil' Kim, Mýa en P!nk. Het staat op de soundtrack van de film Moulin Rouge! Het werd een hit en bereikte de eerste plaats in elf landen, waaronder de Verenigde Staten. Hiermee is de coverversie succesvoller dan het origineel van Labelle.

## Hitnoteringen

### NederlandseTop 40
| Positie: | 39 | 5 | 2 | 2 | 2 | 2 | 2 | 4 | 12 | 16 | 16 | 25 | 33 | 33 | uit |

### NederlandseSingle Top 100
| Positie: | 27 | 3 | 2 | 2 | 4 | 5 | 6 | 7 | 9 | 12 | 16 | 21 | 25 | 25 | 23 | 30 | 37 | uit |

### VlaamseUltratop 50
| Positie: | 11 | 2 | 2 | 2 | 2 | 2 | 2 | 6 | 7 | 9 | 16 | 20 | 19 | 29 | 36 | 44 | 50 | 58 | 62 | 77 | uit |

### Tracklist

#### 12 inchsingle
| Nr. | Titel                                    | Duur |
| --- | ---------------------------------------- | ---- |
| 1.  | Lady Marmalade (Edit)                    | 4:24 |
| 2.  | Lady Marmalade (Thunderpuss Radio Mix)   | 4:09 |
| 3.  | Lady Marmalade (Thunderpuss Club Mix)    | 9:48 |
| 4.  | Lady Marmalade (Thunderpuss Mixshow Mix) | 6:21 |

## Andere covers
- In 1998 coverden All Saints het nummer en werd Alarmschijf.
- In februari 2023 coverden Nils Courbaron, Francesco Saverio Ferraro, Adrienne Cowan (zangeres bij onder meer Avantasia en Seven Spires) en Melissa Bonny het nummer.[2]